# Fusillade de la rue Damrémont
La fusillade de la rue Damrémont, souvent qualifiée de « guet-apens » ou d'« attentat de la rue Damrémont » dans la presse de l'époque, est une fusillade survenue dans la nuit du 23 au 24 avril 1925 dans le 18e arrondissement de Paris, en marge d'une réunion électorale.
Dans un contexte national et européen de violence politique, quatre membres ou sympathisants des Jeunesses patriotes, groupement de droite nationaliste, sont tués par balle par des militants communistes.
La gauche se rallie à l'explication donnée par les communistes selon laquelle par leur défilé martial dans les rues de ce quartier ouvrier, les JP ont donné l'impression de
vouloir agresser les communistes. Pour la droite, il s'agit du premier acte d'une vague de
violence révolutionnaire à venir. 

## Contexte politique
Dominé par les radicaux, le cartel des gauches est parvenu au pouvoir à la suite des élections législatives de 1924. Il a pour adversaires les forces de droite issues de l'ancien Bloc national. Représentées au parlement par des partis modérés, elles s'appuient également sur des ligues nationalistes et anticommunistes de création récente, telles que la Ligue républicaine nationale (LRN) dirigée par l'ancien président de la République Alexandre Millerand et les Jeunesses patriotes (JP) du député Pierre Taittinger, formation quasi-paramilitaire émanant de la vieille Ligue des patriotes (LDP). Ces formations sont qualifiées de « fascistes » par les communistes de la SFIC, qui s'opposent également au gouvernement bourgeois des radicaux et des « social-traîtres » socialistes.
En cette première moitié des années 1920, l'activisme des forces extrêmes est stimulée par le contexte international, caractérisé par la mise en place d'une IIIe internationale liée à l'URSS bolchévique et, en réaction à celle-ci, par l'avènement du fascisme en Italie. En Bulgarie, l'extrême droite putschiste au pouvoir (gouvernement Tsankov) et les rebelles communistes se livrent une véritable guerre civile, marquée par l'attentat de la cathédrale Sveta-Nedelya le 16 avril 1925.
En France, plusieurs affrontements sanglants ont lieu au début de l'année 1925. Le 1er janvier, lors de la grève des ouvrières des conserveries de sardines de Douarnenez, des briseurs de grève tirent sur le maire communiste Daniel Le Flanchec. Le 9 février, à Marseille, dans un contexte de manifestations catholiques contre la politique anticléricale du Cartel, deux personnes sont tuées et de nombreuses autres blessées par des manifestants communistes à la sortie d'une réunion de la Fédération nationale catholique du général de Castelnau (par ailleurs président de la Ligue des patriotes).
Le 15 avril, une « brigade de fer » et des « centuries » des JP sécurisent une réunion politique des députés Taittinger et Bonnefous (membre de la LDP) à Sèvres, bastion communiste. Taittinger prévient : « Nous parlerons où nous voudrons, malgré les communistes, parce que nous sommes décidés à employer les moyens nécessaires ». Considérant ce déploiement de forces comme une provocation fasciste, le député communiste Paul Vaillant-Couturier écrit trois jours plus tard dans L'Humanité : « La mise en défense du prolétariat doit être hardiment poussée pour qu'il puisse sans retard passer à l'offensive contre le fascisme. [...] Les fascistes français se réservent des surprises sévères. Il faut plus que jamais faire passer dans la pratique la devise que nous lancions il y a plus d'un an : "Pour un œil, les deux yeux ; pour une dent, toute la gueule". Que ces messieurs se le tiennent pour dit ».

## Déroulement des incidents

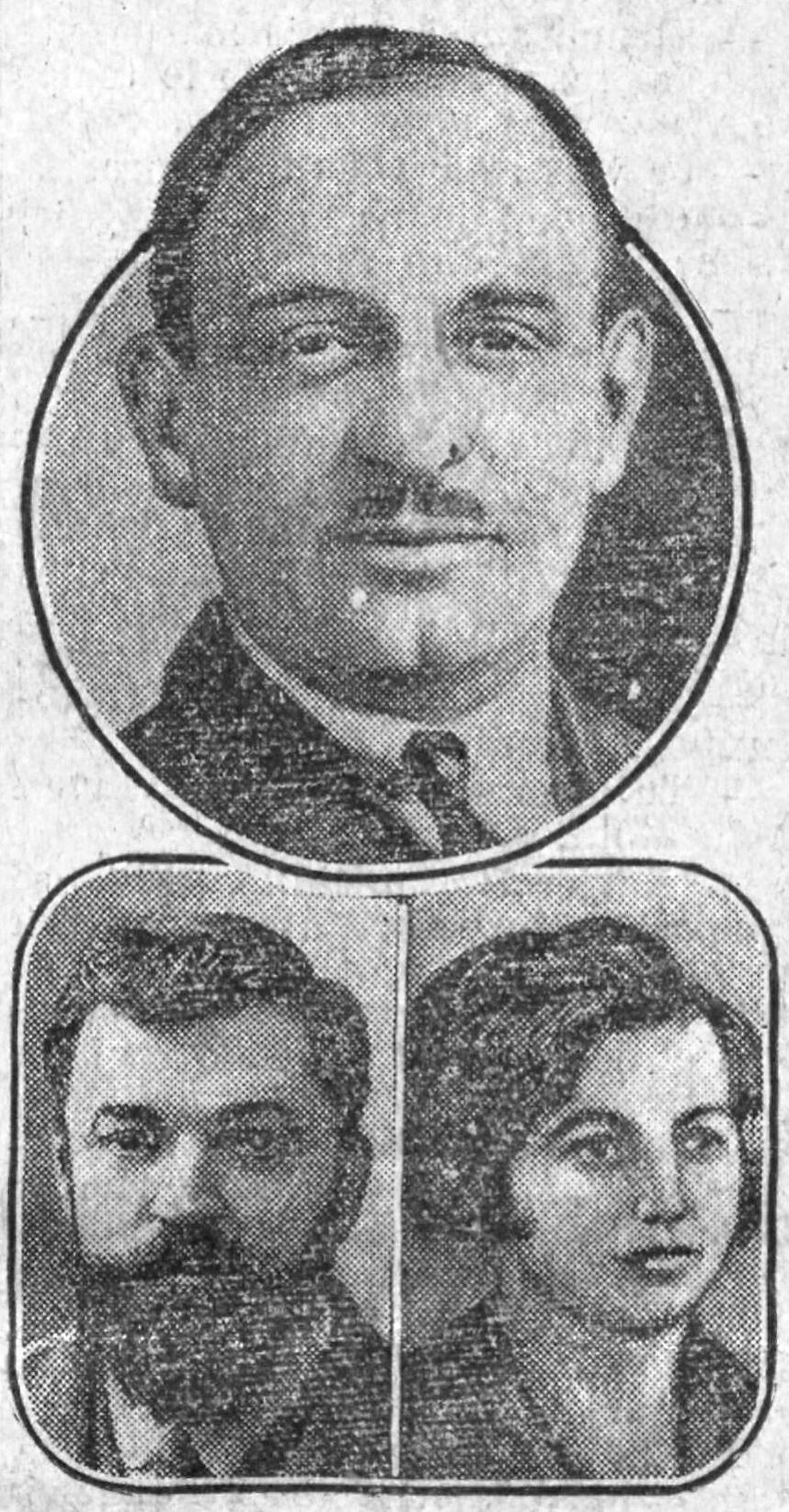
La fusillade a lieu en marge d'une réunion électorale de Raoul Sabatier (en haut), candidat de la droite face au sortant socialiste Jean Varenne et à la candidate communiste Lucienne Marrane (en bas).

L'événement a lieu, quelques semaines avant les élections municipales de 1925, dans le quartier populaire des Grandes-Carrières à Montmartre, dont le conseiller sortant est le socialiste Jean Varenne. Les communistes du Bloc ouvrier-paysan (BOP) y présentent la candidature - en principe anticonstitutionnelle - d'une femme, Lucienne Marrane, épouse de Georges Marrane. Candidat de l'« Union des comités nationaux » (droite), Raoul Sabatier est quant à lui soutenu par les nationalistes, notamment par ceux de la LRN.
Le soir du 23 avril, la LRN organise une réunion en faveur de Sabatier dans le préau de l'école située à l'angle de la rue Championnet (no 113) et de la rue du Poteau. Le service d'ordre est assuré par une trentaine de JP. Leur président, Taittinger, est venu soutenir le candidat de droite. Environ 600 personnes assistent à la réunion, tandis que 300 autres se tiennent aux abords, faute de place sous le préau. Dans l'assistance et à l'extérieur, des militants communistes sont venus de différents quartiers et de communes de banlieue afin de défier celui qu'ils considèrent comme une « candidat fasciste ». L'un d'eux, François Chasseigne, secrétaire général des Jeunesses communistes, est même venu porter la contradiction lors du débat. Craignant un affrontement, la police a déployé 70 agents, qui établissent un barrage devant l'établissement pour empêcher l'arrivée de groupes violents.

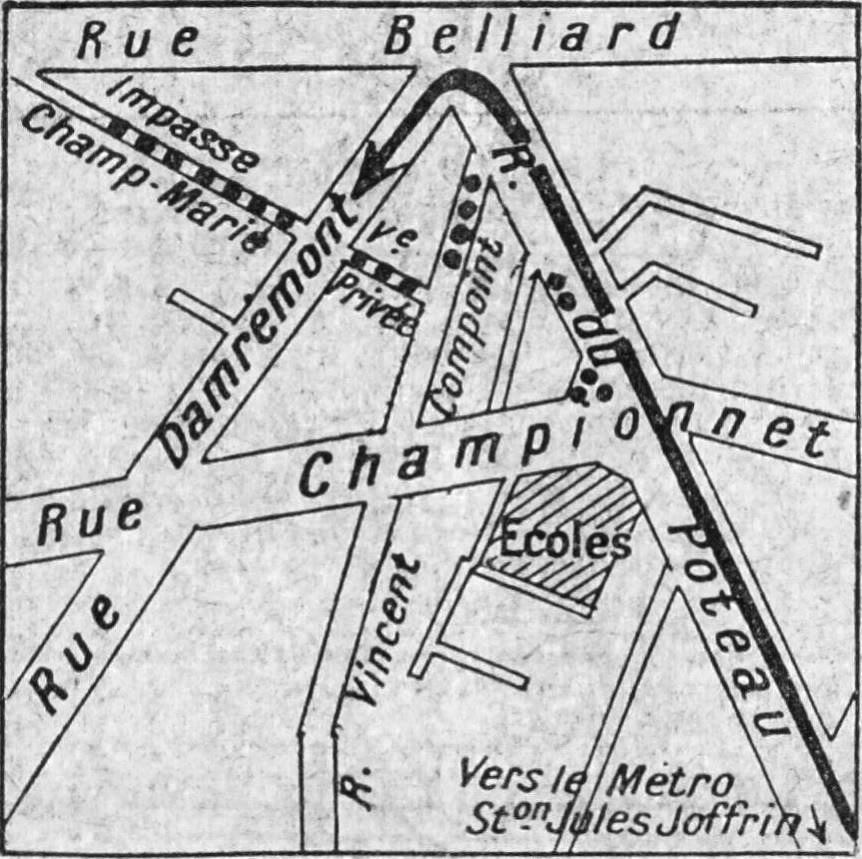
Plan de l'« attentat » publié dans lExcelsior. La flèche indique le déplacement des JP ; les pointillés représentent la position des groupes de communistes.

Vers 22 heures, la tension monte dans la salle et dans la rue. La bagarre paraissant inévitable, une demande de renforts est adressée au Cirque de Paris, où une autre réunion de la LRN, dont Millerand est le principal orateur, mobilise également des militants des JP. Une quarantaine ou une cinquantaine d'hommes, appartenant principalement aux JP et à la LRN, répondent ainsi à cet appel. Sortis du métro à la station Jules Joffrin vers 22 h 30, ils s'engagent dans la rue du Poteau, en colonne par quatre, mais ne parviennent pas à bifurquer vers l'école, en raison du barrage de police leur interdisant l'accès à la rue Championnet.

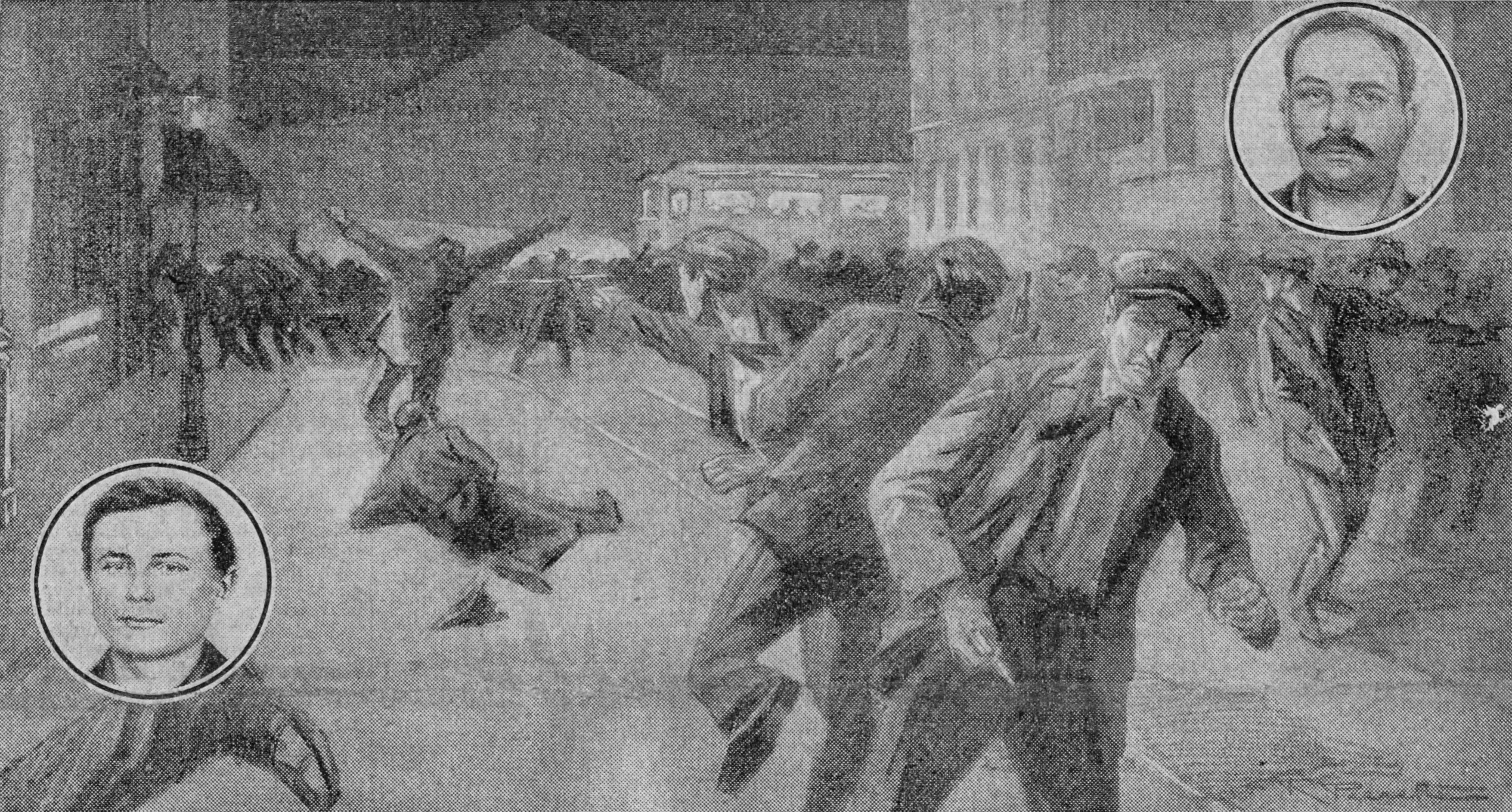
Reconstitution publiée dans lExcelsior. Portraits en médaillons : Bernardon (à gauche) et Clerc (à droite).

Les ligueurs décident alors de poursuivre leur chemin jusqu'au croisement avec les rues Belliard et Damrémont, afin de remonter cette dernière et de rejoindre ainsi les abords de l'école par l'autre côté de la rue Championnet. Or, plusieurs groupes de communistes sont postés dans ces rues et dans des voies adjacentes. Arrivés devant le no 133 de la rue Damrémont, les ligueurs se heurtent à l'un de ces groupes entre 23 h 15 et 23 h 30. Alors que les nationalistes sont surtout équipés d'armes blanches (de type canne-épée) ou contondantes, une dizaine de communistes fait feu dans leur dos avec des armes de poing.
Deux ligueurs, Edmond Marchal et Edgard Trullet, sont tués sur place tandis qu'un troisième, Fernand Tillet, est mortellement blessé devant le no 142. Dans la confusion qui suit les coups de feu, plusieurs personnes sont également blessées de coups de couteau ou de casse-tête. Parmi les huit blessés graves soignés après la fusillade, le jeune Maurice Ricaud, dont la vessie a été perforée par une balle, mourra le 25 à l'hôpital Lariboisière.
Un grand nombre de communistes s'étant mis à fuir en direction de la rue Belliard, les policiers postés dans cette rue parviennent à arrêter deux d'entre eux armés de brownings.
Des affrontements ont aussi lieu vers 23 h 40, quand Taittinger, Sabatier et leurs amis quittent la réunion. Des coups de feu sont tirés à la hauteur du no 109 de la rue Championnet et la bagarre se prolonge dans les couloirs de la station Simplon jusqu'à l'arrivée d'une rame.
Dans les heures qui suivent le drame, le préfet de police, Morain, déclare : « Il ne s'agit point ici d'une bagarre de réunion électorale, mais bien d'un véritable attentat ».

### Victimes
- Edmond-Camille-Louis Marchal, 41 ans, ingénieur-constructeur, polytechnicien, chevalier de la Légion d'honneur[9], membre des JP[10].
- Maurice-René-Germain Ricaud, 23 ans, élève en architecture à l’École des beaux-arts, membre des JP[10].
- Fernand-Jules Tillet, 26 ans, représentant de commerce en chaussures, commissaire de la LDP[10].
- Edgard-Marie-Jean-Étienne Trullet, 36 ans, employé du contentieux de la Compagnie des forges et aciéries de la marine et d'Homécourt, membre des JP[10].

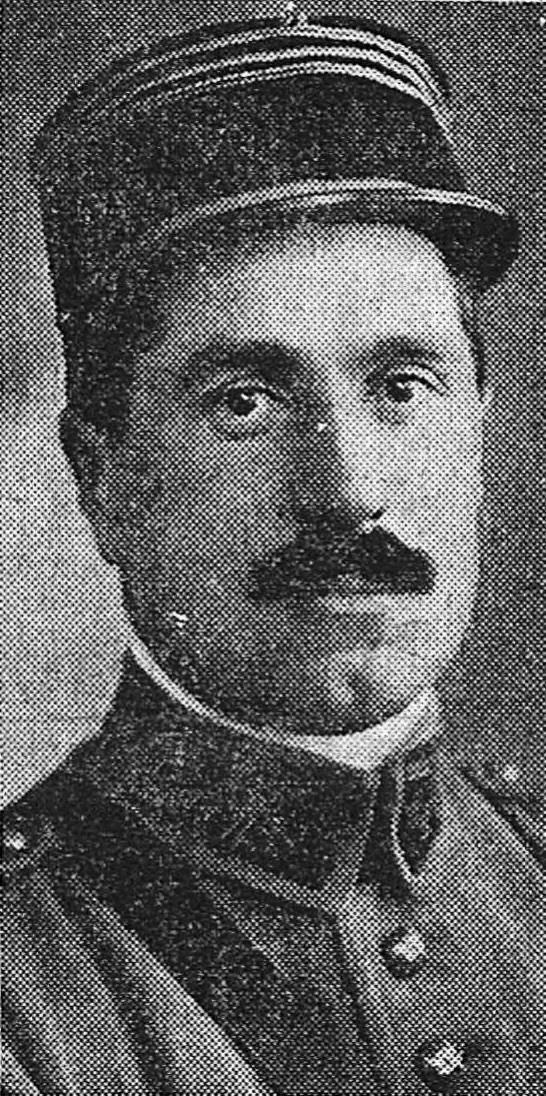
Edmond Marchal
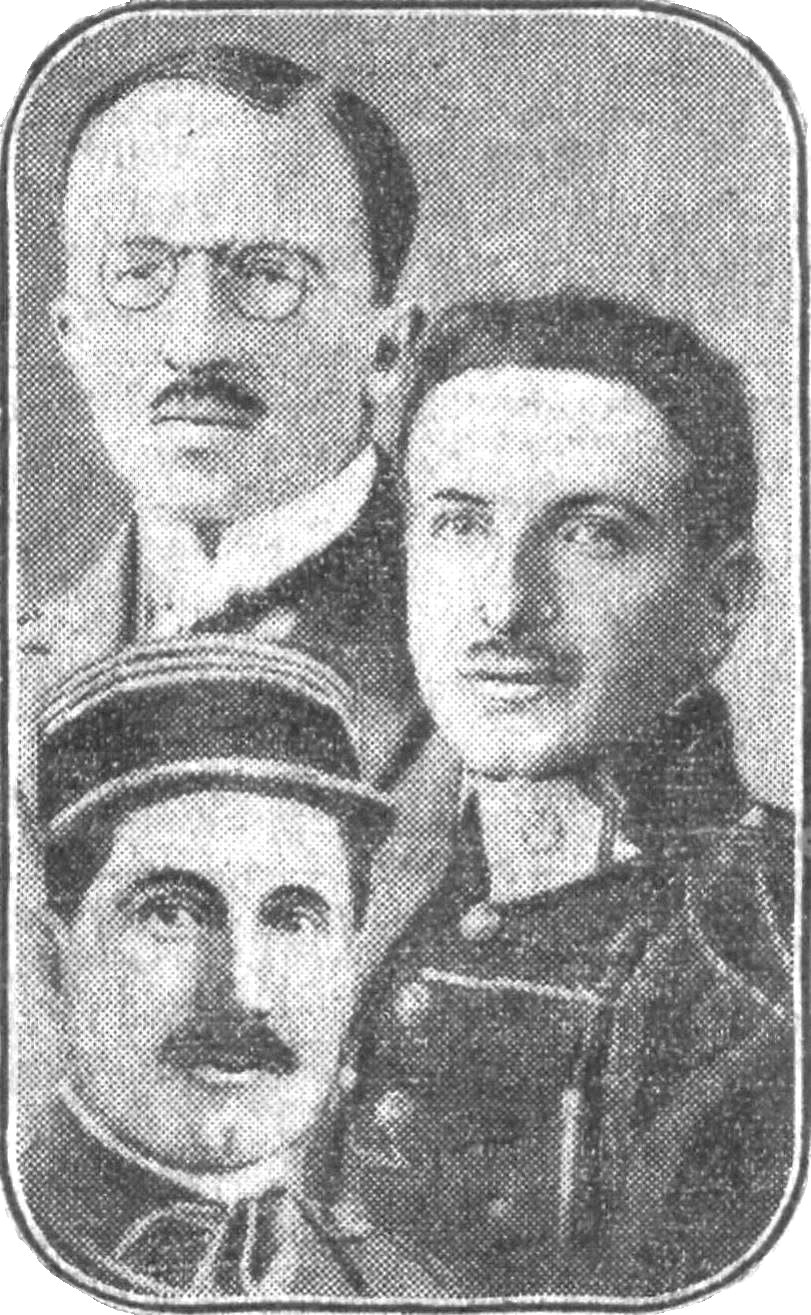
De haut en bas : Trullet, Tillet et Marchal.

## Réactions politiques

### Réactions d'élus
Conseiller municipal du quartier, le socialiste Jean Varenne condamne fermement les violences, dénonce « une mobilisation des forces royalistes [sic], venues de tout Paris, qui se sont heurtées à des groupements communistes étrangers au quartier », et en appelle au calme.
Les bureaux du conseil municipal et du conseil général de la Seine rédigent un communiqué réprouvant « l'attentat ».

### Réactions des partis et de la presse politique

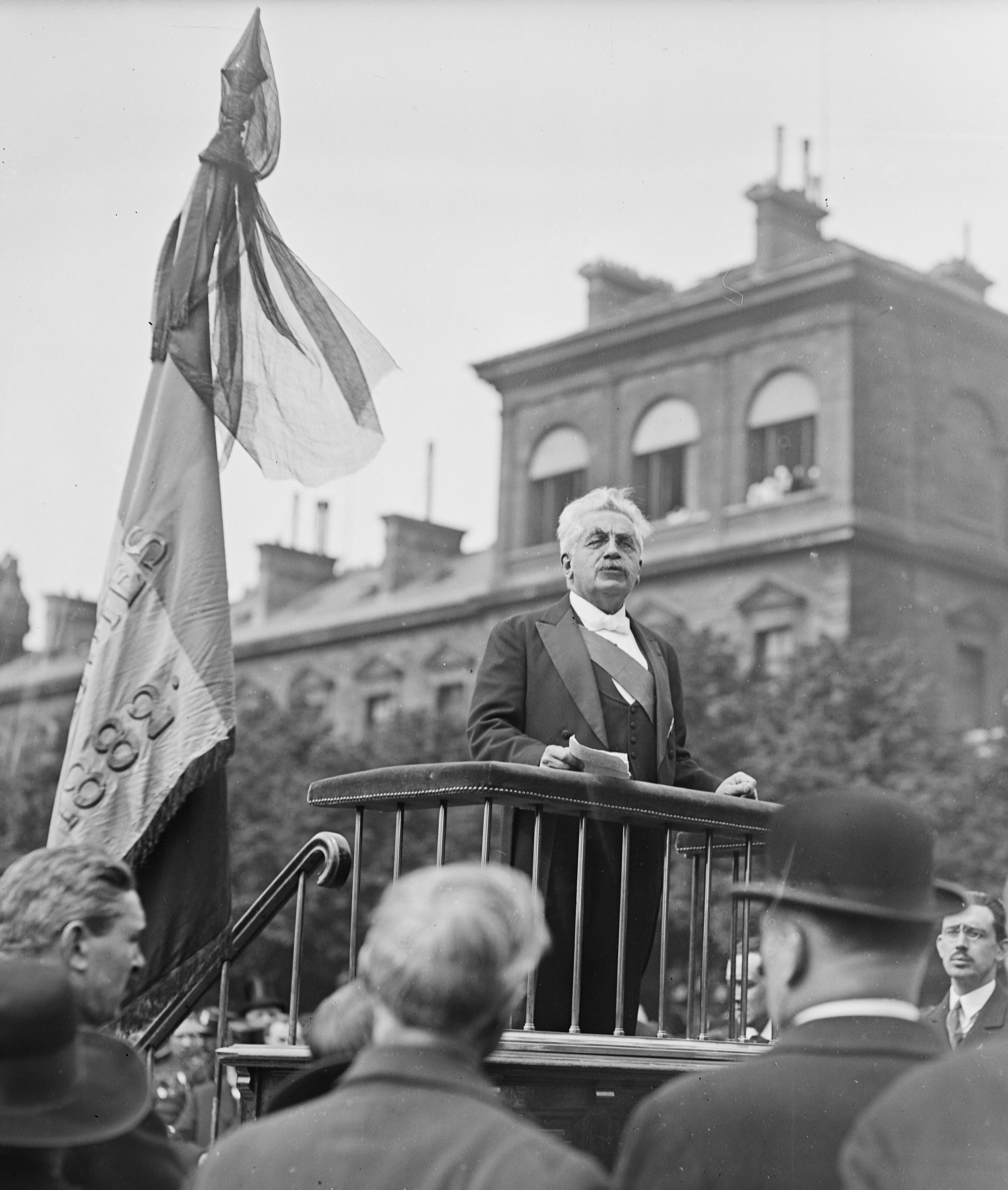
Alexandre Millerand, président de la Ligue républicaine nationale, prononçant un discours en hommage aux victimes (26 avril 1925).

Lors d'un banquet républicain de la LRN à Versailles le 25 avril, Alexandre Millerand accuse à la fois le cartel des gauches au pouvoir et l'URSS : « C'est sous la pression des socialistes révolutionnaires que le gouvernement de M. Herriot a reconnu officiellement le gouvernement des soviets, c'est-à-dire installé en plein Paris un ambassadeur qui n'est qu'un chef de propagande, menant contre nous la propagande communiste. Cette politique a porté ses fruits : hier, à Paris, ce sont des jeunes gens qui, sans aucune provocation, attirés dans un guet-apens, sont lâchement assassinés. Pourquoi ? Pour obéir à la loi de la propagande soviétique, pour semer la terreur, pour avertir ce pays qu'il faut ou passer par la volonté d'en bas ou risquer sa peau ». Ainsi mis en cause par l'ancien président de la République, l'ambassadeur de l'URSS à Paris, Leonid Krassine, réagit le surlendemain en adressant à l'agence Havas une lettre de protestation affirmant que « l'ambassade de l'URSS n'a jamais pris et ne prend aucune part à l'activité de n'importe quel parti politique français et n'a exercé ni exerce aucune action contre la France et son ordre social ».
En tant que président de la LDP, le général de Castelnau publie un communiqué exprimant son émotion envers ses quatre membres « lâchement assassinés par les bandes armées de la horde communiste » et demandant « aux vrais Français de France s'ils sont disposés à supporter plus longtemps le joug du bolchévisme, installé, encouragé sur notre territoire par les faiblesses, sinon les complicités, de ceux qui ont la prétention de représenter le pays ».
Les royalistes antisémites de L'Action française dénoncent « l'inaction de la police à l'égard des Jeunesses communistes », l'un de leurs dirigeants, Léon Daudet, allant jusqu'à présenter le drame comme « un guet-apens communisto-policier » tendu par le ministre de l'Intérieur, le « juif gallophobe » Abraham Schrameck.
En réponse aux accusations qui le visent directement, le Parti communiste riposte avec virulence dans les colonnes de L'Humanité. Albert Treint y écrit : « Le fascisme a voulu la bataille préparée par lui contre les communistes. Il l'a eue. […] Il faut que les « Chemises noires » de France sachent bien que le prolétariat se défendra, que le Parti communiste sera à sa tête et que la règle du jeu n'exige nullement, bien au contraire, que les pertes soient du côté de la classe ouvrière ! »

### À la Chambre des députés

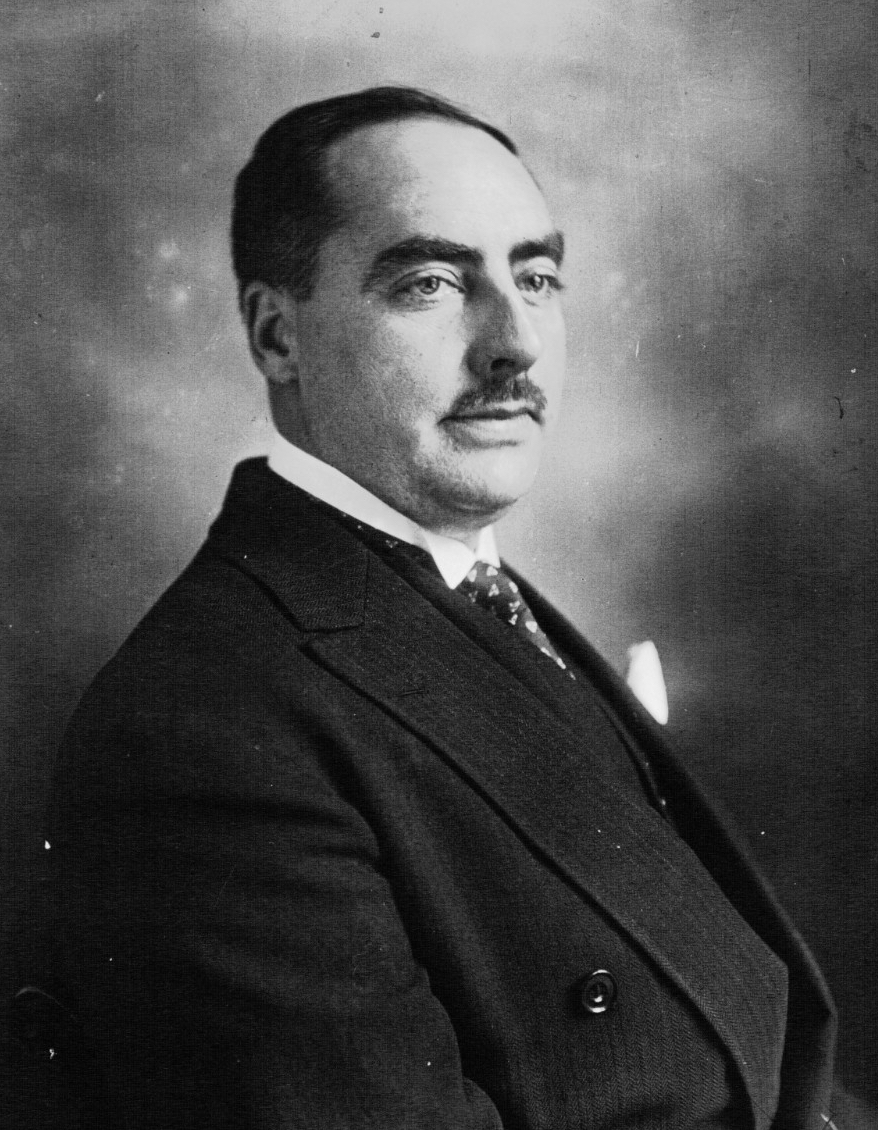
Pierre Taittinger, député et président des Jeunesses patriotes.

Au lendemain du drame, Taittinger et deux autres députés, Charles Reibel (membre de la LRN) et Jean Ybarnégaray, interpellent le gouvernement. Taittinger affirme à la tribune de la Chambre que « le péril communiste [...] existe » et dénonce l'encadrement des assassins par des Kabyles et des Annamites. Il prétend également qu'un complot visant à assassiner plusieurs personnalités - dont certains députés - serait tramé par les communistes. Applaudi par la droite et le centre, il réclame « l'échafaud » pour les assassins et menace : « Si mes amis et moi étions obligés de nous défendre, mes collègues communistes - qu'ils le sachent bien - seraient les otages et les premiers exécutés »,. Ybarnégaray appuie les propos de son collègue, évoquant la « préméditation » de l'acte par des communistes dont les chefs sont présents à la Chambre et dont l'organe, L'Humanité, aurait diffusé des appels à la violence.
Après l'intervention de Reibel, qui appelle à la surveillance et à la répression des menées communistes, le socialiste Compère-Morel rééquilibre le débat en rappelant que l'extrême droite a ses propres « centuries » ou « gardes blanches ».
Au nom du groupe communiste, Marcel Cachin dénonce les « organisations fascistes qui se préparent à la lutte armée depuis [...] le 23 novembre » et affirme : « Le prolétariat français sait qu'il doit se défendre lui-même par les armes. La classe ouvrière ne se laissera pas appliquer les procédés du fascisme italien ! Le parti communiste continuera sa propagande ; il affirme que les provocations sont venues des bandes armées organisées par les puissances capitalistes ».
Le ministre de l'Intérieur, Abraham Schrameck, répond aux interpellations en exposant les actions policières et judiciaires et en jugeant qu'« il est inadmissible que des groupements de citoyens prétendent exercer des droits qui ne sont en réalité que des devoirs de gouvernement ».
Emmanuel Évain ayant mis en cause la compétence des services de police et du ministre de l'Intérieur, le président du conseil, Paul Painlevé, intervient à son tour pour défendre son ministre et pour affirmer : « S'il y a des chefs de bande qui se figurent qu'ils pourront armer, encadrer leurs hommes et leur commander le feu, s'ils attendent faiblesse, incapacité ou lâcheté du gouvernement, qu'ils se détrompent. Ils trouveront contre eux toutes les forces de la loi ! »
Un ordre du jour proposé par Dalimier, Molinié, Blum et Viollette et flétrissant « avec indignation les actes criminels qui ont ensanglanté Paris » est voté à main levée par les députés (par 330 voix contre 204), qui renouvellent également leur confiance au gouvernement (par 315 voix contre 188). Proche de Millerand, André Maginot aurait souhaité un ordre de jour condamnant directement « les organisations communistes qui [préparent] la guerre civile ». Après avoir demandé « qu'on ne compare les communistes aux Jeunesses patriotes, qu'on ne confonde pas les victimes et les assassins » il déclare que ses amis - ainsi que ceux de Louis Marin - attendraient les actes du gouvernement avant de lui accorder leur confiance.

## Funérailles des victimes

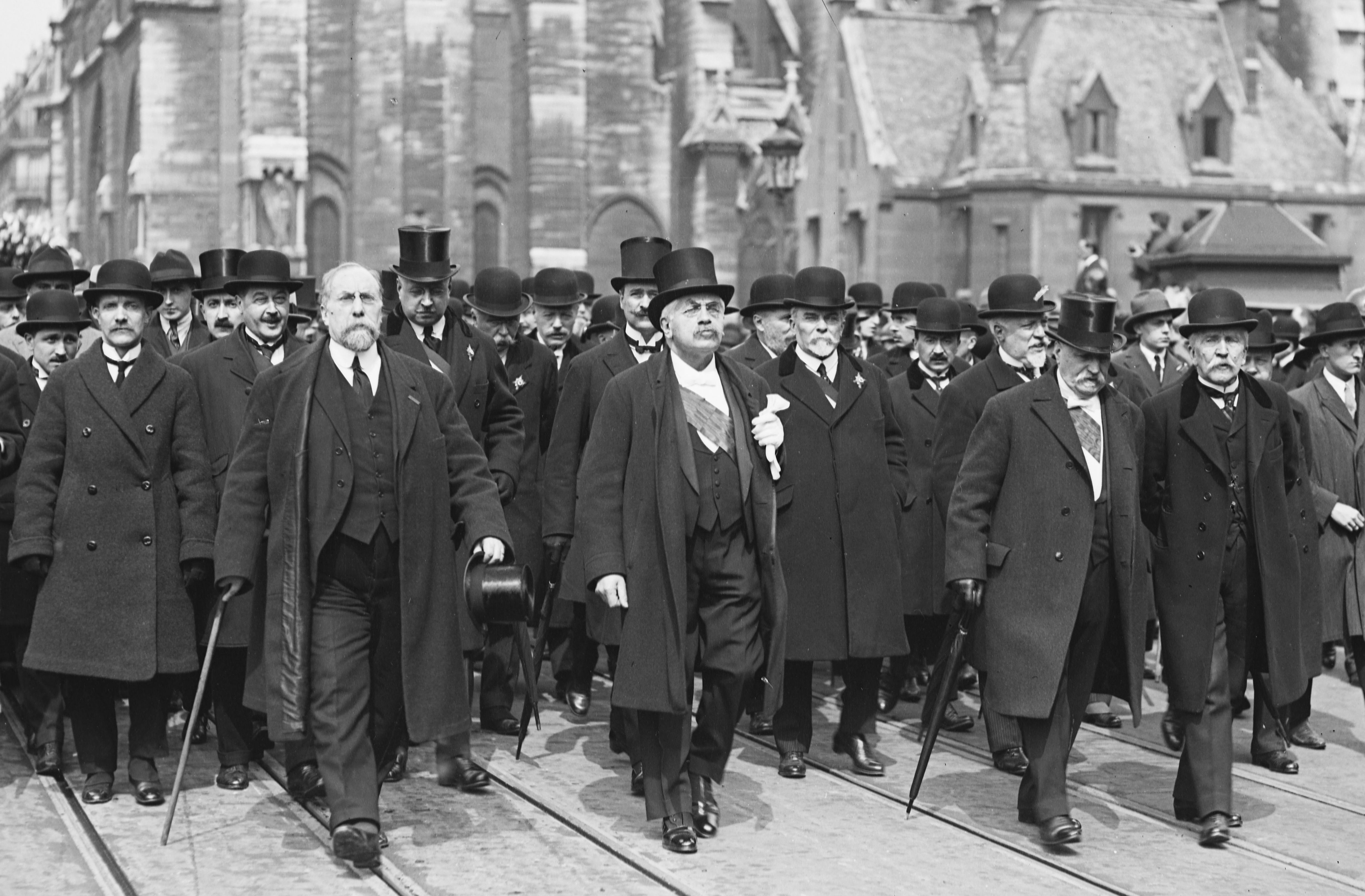
Cortège présent aux obsèques des membres des Jeunesses patriotes. En tête du cortège, l'ancien député Marcel Habert, vice-président de la LDP (à gauche), l'ancien président de la République Alexandre Millerand (au centre) et le général de Castelnau (à droite).

Les funérailles de Marchal, Tillet et Trullet ont lieu à Notre-Dame de Paris le 26. De nombreuses personnalités politiques y assistent, telles que le président du conseil, le président du Sénat, Justin de Selves, le ministre de l'Intérieur, le préfet de la Seine, Naudin, le préfet de police, Morain, et plusieurs parlementaires membres de la LDP ou de la LRN.
Des discours sont prononcés sur le parvis par Maurice Quentin, président du conseil municipal de Paris, et par les trois chefs des ligues nationalistes, Taittinger, Castelnau et Millerand. Environ 100 000 personnes assistent au cortège funèbre de sept kilomètres jusqu'au cimetière de Vaugirard.
Outre des délégations de la Ligue des chefs de section, de la Légion et du Fascio du duc Lanza de Camastra, celle de l'Action française est également présente, ses dirigeants en profitant pour venir fleurir la tombe de Marius Plateau, inhumé dans le même cimetière. Les obsèques de la quatrième victime, Ricaud, ont lieu le lendemain à Saint-Vincent-de-Paul.

## Suites judiciaires
Le lendemain du drame, des perquisitions sont effectuées chez plusieurs dirigeants et militants notables du parti communiste, tels que Suzanne Girault, Albert Treint, Pierre Semard, Victor Arrighi et Robert Alloyer. Quatre jeunes Italiens seront arrêtés quelques jours plus tard au siège du Comité intersyndical du 19e arrondissement. Suspectés d'avoir pris part à la fusillade, ils ne seront cependant inculpés que pour vagabondage.

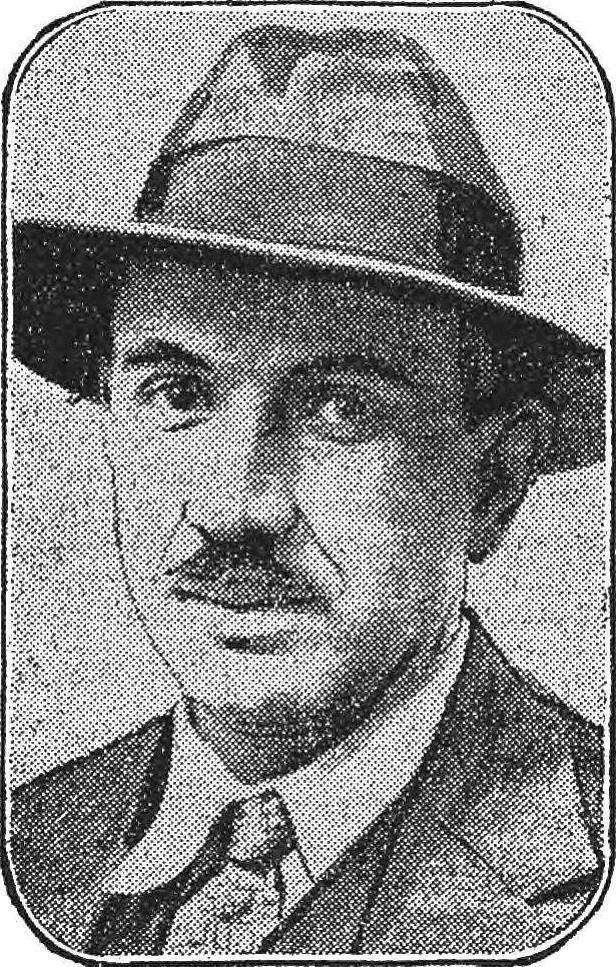
Jean-Pierre Clerc

Les deux communistes arrêtés sur les lieux appartiennent au 4e rayon du parti. Il s'agit de Jean-Pierre-Paul Clerc (1888-19..), ouvrier graveur syndiqué, et Marc-Joseph Bernardon (1898-19..), ouvrier vernisseur. Membre actif de la fédération SFIO des Pyrénées-Orientales dès 1911, Jean-Pierre Clerc s'était installé à Paris après la guerre et avait milité, avant le congrès de Tours, pour l'adhésion de son parti à la IIIe Internationale. Aux législatives de 1924, il figurait en troisième position, derrière Garchery et Henriet, sur la liste communiste de la 2e circonscription de la Seine et avait failli être élu.
Inculpés d'homicide volontaire et de tentative de meurtre, Clerc et Bernardon sont écroués à la Santé après avoir été passés à tabac au poste de police de la rue Belliard.
L'expertise de Beyle, directeur du service d'identité judiciaire, démontre que les balles ayant tué Trullet et blessé trois autres nationalistes ont été tirées par le pistolet de Clerc, tandis que celles ayant tué Ricaud et Tillet ont été tirées par l'arme trouvée sur Bernardon. Ce dernier affirme qu'il a ramassé ce pistolet par terre après la fusillade.
Un supplément d'instruction, ordonné en juillet à la demande des avocats des parties civiles donne lieu à une quarantaine de confrontations, mais sans résultat. Seuls les deux suspects arrêtés sur les lieux du crime sont donc traduits en justice.

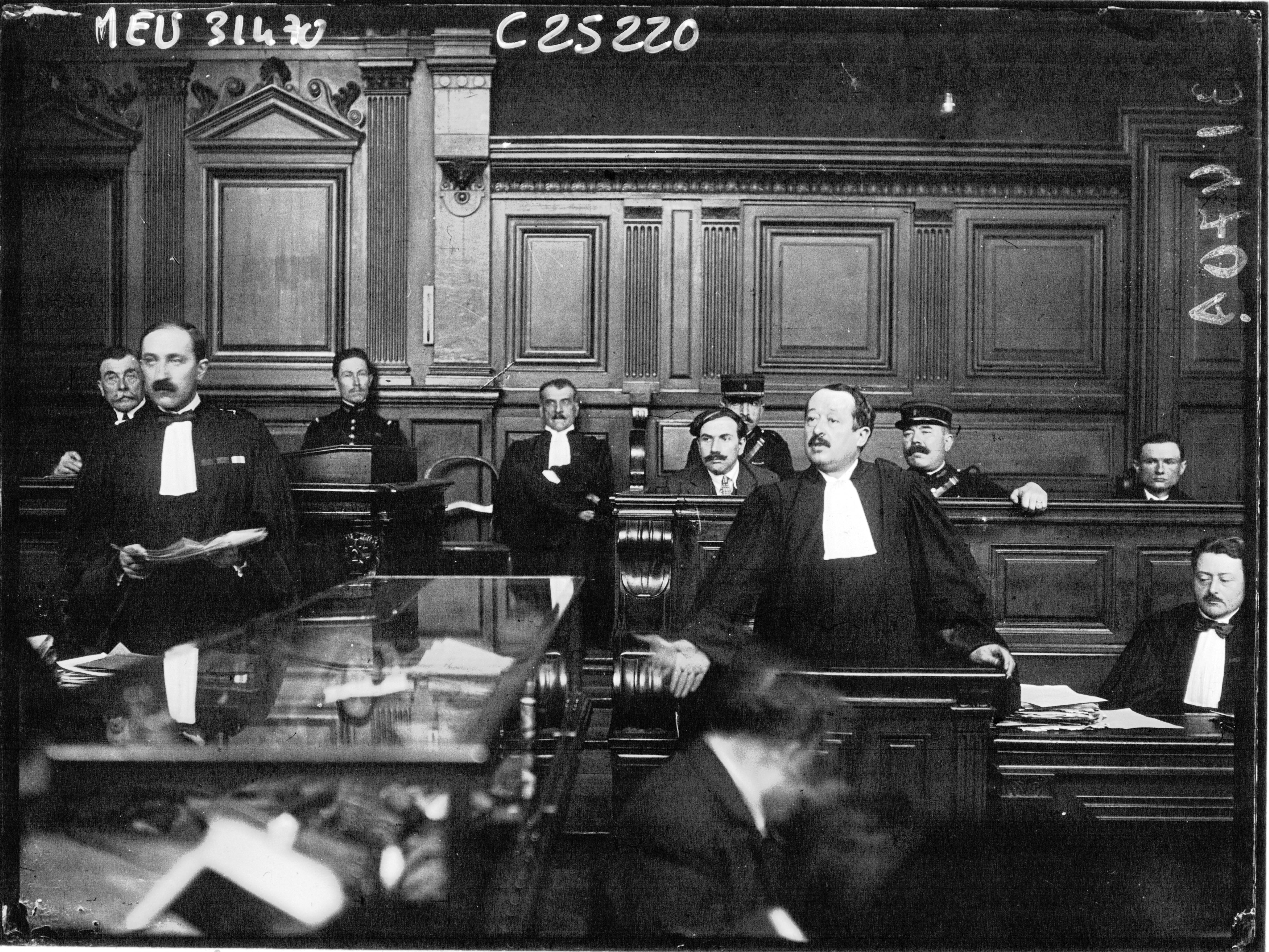
Procès de Clerc et Bernardon, assis au banc des accusés. Au second plan, de gauche à droite : Maîtres Missoffe, Berthon et Fournier. Au premier plan, une vitrine abrite les pièces à conviction.

Le procès a lieu presque un an plus tard, du 19 avril au 5 mai 1926, à la Cour d'assises de la Seine. Les avocats des parties civiles sont Michel Missoffe, Maurice Chenu, Charles Reibel et Albert Gautrat. Ceux des accusés sont André Berthon, Albert Fournier et Henry Torrès. Ces derniers donnent aux audiences un tour très politique, car ils vont tenter de démontrer que les communistes ne s'étaient armés que pour être en état de légitime défense en face des « centuries fascistes ». Afin d'étayer cette thèse, ils font témoigner à décharge de nombreuses personnalités de gauche telles que Ferdinand Buisson, Victor Basch, Ernest Lafont, Émile Glay, Marcel Prenant, Paul Vaillant-Couturier, Jean Garchery, Jean Piot, Paul Langevin, Henri Barbusse et Georges Pioch.
Victor Basch déclare notamment : « Les crimes des réactionnaires expliquent, je ne dis pas excusent, le crime qu'on juge en ce moment ». Pour Jean Piot, « si ces hommes ont tiré, ils ont tiré sur le fascisme ».
Berthon plaide donc la légitime défense pour Clerc, tandis que Torrès soutient que Bernardon est innocent. Dans son réquisitoire, l'avocat général Rateau présente les événements comme un « acte de terrorisme » prémédité. Réfutant la thèse de la légitime défense, il recommande cependant aux jurés d'accorder les circonstances atténuantes en raison de la conduite des accusés pendant la guerre. Le jury se montre finalement encore plus clément, en accordant l'excuse de la provocation à Clerc, condamné à trois ans de prison, et en acquittant Bernardon.
Ayant bénéficié d'une réduction d'un quart de peine, Clerc retrouvera la liberté le 24 juillet 1927, au bout de deux ans et trois mois d'emprisonnement.

## Conséquences à moyen terme
Les Jeunesses patriotes n'ont pas cherché à venger leurs morts ; Taittinger affirme à la Chambre des députés avoir découragé ses hommes de se venger. Pierre Taittinger, les JP et ses avatars vont utiliser ces quatre morts, présentés comme des martyrs, pour leur propagande anticommuniste et pour nuancer la violence subie par leurs adversaires. 
Des messes seront données par les JP pour honorer leurs morts et les tombes des ligueurs au cimetière de Vaugirard seront un lieu de pèlerinage annuel pour les membres des JP puis du Parti républicain national et social au moins jusqu'en 1939. A ces morts viennent s'ajouter dans le martyrologe des JP les deux morts tués lors des émeutes du 6 février 1934. Taittinger présente sa ligue comme à la fois la victime du communisme et le rempart contre ce même communisme tandis que les communistes se décrivent comme les seuls défenseurs des ouvriers.
Aux yeux des gauches, l'affaire de la rue Damrémont démontre que des groupes extrémistes paramilitaires remettent en cause la sécurité des personnes et l'autorité de l’État. Il faudra cependant attendre 1936, après les événements tragiques du 6 février 1934 et le débat sur les ligues au Parlement en décembre 1935 - au cours duquel Taittinger rappelle les morts de la rue Damrémont - , pour que soit promulguée la loi du 10 janvier 1936 sur les groupes de combat et milices privées, permettant au gouvernement de Léon Blum, après la victoire du Front populaire, de dissoudre ces formations jugées dangereuses pour La République et fascistes. Le Parti national populaire, avatar des JP, est ainsi dissous comme d'autres ligues.
Ces morts vont être utilisés pour la propagande anticommuniste, dans l'entre-deux-guerres puis sous l'Occupation.